# Jason White
Jason White (n. 11 noiembrie 1973) este un muzician american, cunoscut mai ales ca chitarist al formației punk rock americane Green Day.